# Ryō
Pour les articles homonymes, voir Ryō (homonymie).
Cette page présente le prénom Ryō ainsi que ses variantes.
Ryō (りょう) est un prénom japonais, généralement masculin.
Ce prénom est fréquent. Il peut être composé avec un suffixe : Ryōichi, Ryōichirō (voir Ichirō), Ryōsuke, ou encore Ryōtarō (voir Tarō).

## En kanjis
Kanjis fréquemment utilisés :
- 亮, le plus commun: aider, nettoyer
- 良 : bon
- 了 : finir, accomplir
- 諒 : fait, réalité
- 遼 : distant
- 瞭 : nettoyer
- 陵 : mausolée
- 涼 : frais
- 寮 : dortoir, pensionnat

Et aussi 両, 僚, 領, 梁, 椋, 竜, 稜, 綾, 菱, 量, 龍, 崚, 燎, 凉.

## Personnes célèbres
- Pour l'ensemble des articles sur les personnes portant ce prénom, consulter :
  - la liste des articles dont le titre commence par ce prénom
  - les listes produites par Wikidata : Liste des personnes de prénom « Ryō » — même liste en incluant les éventuels prénoms composés qui contiennent « Ryō ».
- Ryō est le nom de scène d'une actrice et chanteuse japonaise.
- Ryō Chōnan (長南　亮, Chōnan Ryō?) est un pratiquant japonais de combat libre.
- Ryō Fukuda (福田 良, Fukuda Ryō?) est un pilote automobile japonais.
- Ryō Hara (原 寮, Hara Ryō?) est un écrivain japonais.
- Ryō Horikawa (堀川 りょう, Horikawa Ryō?) est un seiyū japonais.
- Ryō Kawasaki (川崎 燎, Kawasaki Ryō?) est un guitariste et compositeur de jazz japonais.
- Ryō Nishikido (錦戸 亮, Nishikido Ryō?) est un artiste japonais membre des groupes de Jpop NewS et Kanjani8.
- Ryō Noda (野田 燎, Noda Ryō?) est un saxophoniste et compositeur japonais de musique contemporaine.
- Ryō Ōwatari (大渡 亮, Ōwatari Ryō?) est un guitariste japonais membre du groupe Do As Infinity.
- Ryō Yamamura (山村 亮, Yamamura Ryō?) est un joueur japonais de rugby à XV.

## Dans les œuvres de fiction
- Ryo Akiyama (秋山 リョウ, Akiyama Ryō?) est un personnage de fiction de l'univers Digimon.
- Ryô Bakura (獏良 了, Bakura Ryō?) est un des personnages du manga Yu-Gi-Oh!.
- Ryô Ishizaki (石崎 了, Ishizaki Ryō?, Bruce Harper dans la version française), est un personnage du manga Captain Tsubasa (Olive et Tom).
- Ryô Saeba (冴羽 獠, Saeba Ryō?, Nicky Larson dans le dessin animé français) est un personnage des mangas City Hunter et Angel Heart.
- Ryo Sakazaki (坂崎 リョウ, Sakazaki Ryō?) est un personnage de jeu vidéo de la série Art of Fighting.
- Ryo Shirogane (白金 稜, Shirogane Ryō?) est un personnage du manga Tôkyô mew mew.
- Ryo Hazuki (芭月 涼, Hazuki Ryō?) est un personnage des jeux vidéo Shenmue 1 et 2.
- Ryo Yamada (山田 リョウ, Yamada Ryō?) est un personnage du Manga et Anime Bocchi the Rock!